# Młody Polak w Niemczech
Młody Polak w Niemczech – dodatek do organu Związku Polaków w Niemczech, „Polak w Niemczech”, ukazujący się w Niemczech od 1 kwietnia 1930 do 1939. Pismo ukazywało się co miesiąc i było skierowane do młodzieży powyżej 14 roku życia.